# Lucy Beall Lott
Lucy Margaret Beall Lott (Austin, 1998) es una académica, activista y modelo estadounidense-británica con epidermólisis ampollar distrófica recesiva (EB o RDEB).
La EA es una enfermedad poco común, también llamada «piel de mariposa» debido a la fragilidad cutánea que causa, en la que la más mínima fricción provoca heridas abiertas y ampollas que se asemejan a quemaduras graves, tanto en la piel externa como en el interior de la garganta. No tiene cura, solo tratamiento de apoyo.
Beall nació en Texas y fue criada en un pequeño pueblo por una madre soltera. Se esperaba que muriera en la infancia, y a los 18 años, cuando superó su esperanza de vida, se mudó a Gran Bretaña para estudiar historia del arte medieval, afirmando que lo único que su enfermedad no le impedía era aprender. Obtuvo una licenciatura conjunta de la Universidad de Saint Andrews, dos maestrías de la Universidad de Londres y la Universidad de Cambridge, y actualmente cursa un doctorado.
El activismo de Beall contra la EA comenzó a los 17 años, escribiendo para concienciar sobre su condición. De adulta, se convirtió en embajadora de DebRA UK y ha participado en otras organizaciones benéficas relacionadas con la EA. Empezó a modelar en un desfile de moda con enfoque de positividad corporal en la universidad, y luego publicó fotografías en su cuenta de Instagram, lo que la llevó a aparecer en reportajes fotográficos de Vogue Italia y Cosmopolitan UK, y a desfilar en la Semana de la Moda de Londres.

## Primeros años de vida y epidermólisis ampollar

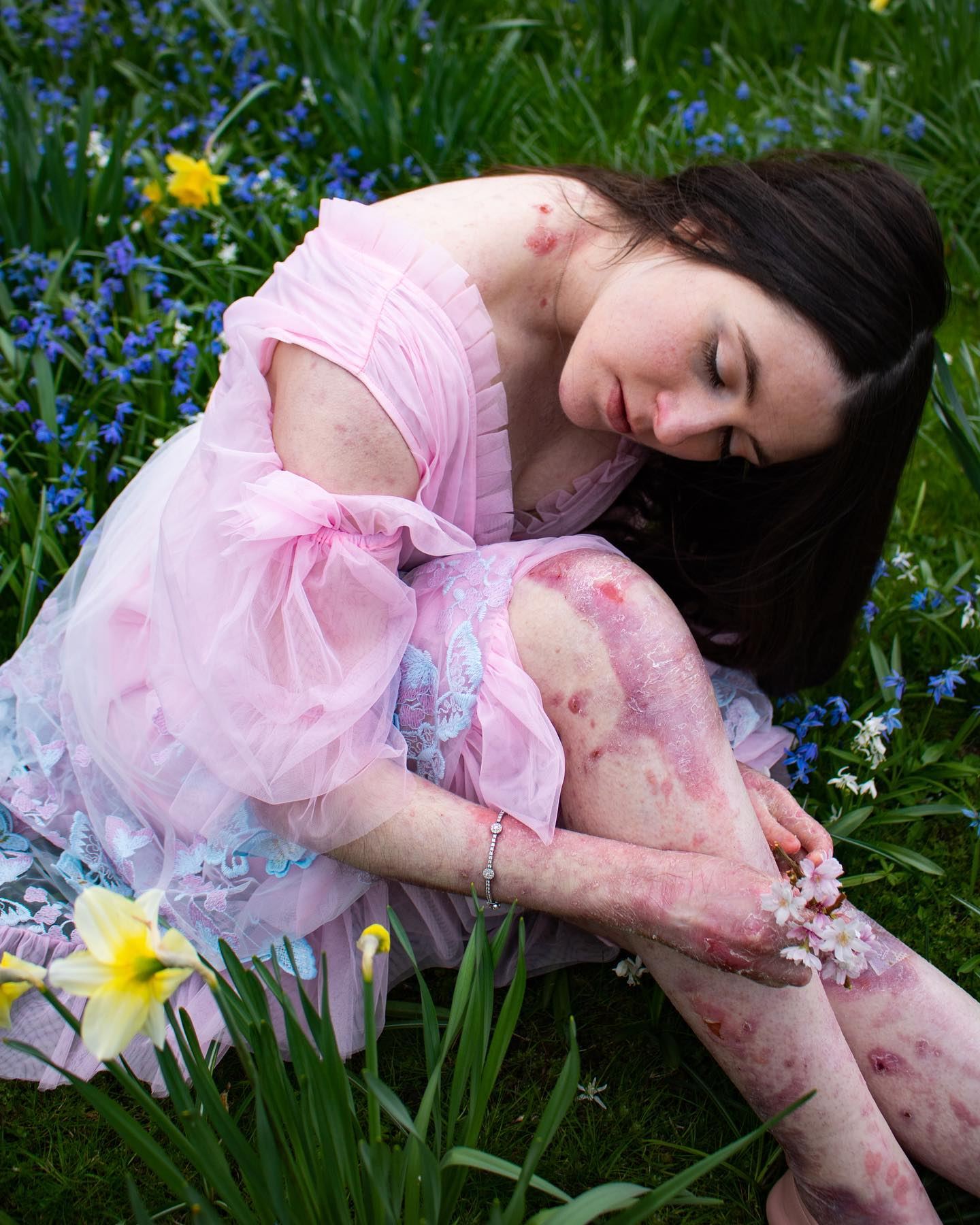
Beall en 2021.

Lucy Margaret Beall Lott nació en Austin, Texas, en 1998. Es la menor de tres hermanos, con un hermano y una hermana. Su madre, Elizabeth Beall, fotógrafa y diseñadora, los crio como madre soltera. Su abuelo materno fue Royce Beall, quien dirigió la cadena de tiendas departamentales Bealls de 1977 a 1981. Lott es su apellido legal, pero prefiere Beall para honrar a su madre y a la familia materna que la crio.
Beall nació con epidermólisis ampollar (EA), específicamente epidermólisis ampollar distrófica recesiva (EADR), también conocida como «piel de mariposa», una falta de colágeno VII, una proteína que ayuda a anclar la piel. Sin él, incluso la fricción más leve causa heridas abiertas y ampollas similares a quemaduras graves en su cuerpo y dentro de su garganta; en un día normal puede tener múltiples heridas abiertas en su cuerpo. Su caso es relativamente leve: puede caminar, correr, no necesita una sonda de alimentación y tiene todo su cabello, dedos de manos y pies, lo que no es el caso de la mayoría de los adultos con EADR. La EA es una enfermedad rara que afecta a aproximadamente 500 000 personas en todo el mundo. No se conoce una cura; los tratamientos son principalmente de apoyo, tratando los síntomas y las heridas.
Cuando nació Beall, las enfermeras se dieron cuenta de que algo andaba mal cuando le quitaron un monitor de la piel y la piel se desprendía con él. Los médicos previeron que moriría en la infancia. Un equipo de especialistas en epidermólisis ampollar en Denver la trató cuando tenía dos años; le dijeron que su condición era terminal y que tendría suerte si vivía hasta los 18. «Terminal» y el nombre de su enfermedad fueron de las primeras palabras que aprendió, casi al mismo tiempo que aprendió su nombre.
En 2003, después de recibir tratamiento en Denver, Beall y su madre se mudaron al pequeño pueblo de Fredericksburg (Texas), donde vivía la familia de su madre. Ella dice que tuvo una infancia feliz. Creció en un rancho, y asistió a Heritage School, una escuela cristiana privada. Sus compañeros de clase y maestros la aceptaron, al igual que su familia, a pesar de que necesitaba estar cubierta de vendajes para proteger su frágil piel. A Beall le encantaba la escuela y se molestaba cuando sus tratamientos la hacían faltar a ella. Consideraba emocionantes las clases de latín. Su madre, Liz, insistió en que viviera una vida lo más normal posible, jugando al aire libre y haciendo deportes, creyendo que sentirse como niños de su edad valía cualquier trauma en su piel. Usó los vendajes hasta los 14 años. Desde 2013, asistió a Providence Hall en Fredericksburg, una pequeña escuela fundada por su madre; su clase tenía cinco estudiantes.
Beall solo se dio cuenta de lo diferente que era cuando se mudó con su madre a Santa Fe (Nuevo México), cuando tenía 17 años. Estaba llevando a su perro al consultorio del veterinario donde una mujer dijo que parecía como si hubiera sido atacada por un gorila. Beall mintió diciendo que había tenido un accidente de motocicleta, pero después fue a su auto y lloró.
Beall se sometió a una docena de cirugías cuando era adolescente por estenosis de garganta causadas por ampollas de EB en el revestimiento de la garganta. En 2016, su estrechamiento de garganta empeoró. Perdió peso hasta pesar menos de 100 libras (45 kg), no podía respirar y escupía sangre. Se graduó de la escuela secundaria antes de tiempo para poder regresar a Denver y someterse a una serie de cirugías durante meses para salvar su vida. Una cirugía experimental con un balón largo y estrecho para abrir la estrechez logró abrirle la garganta y le dieron de alta antes de tiempo. Dijo que estaba más sana que nunca desde que tenía 13 años.
Al cumplir los 18 años, Beall había superado su expectativa de vida proyectada y sus médicos la llamaban «la chica que sobrevivió». Muchos de los amigos con EADR con los que creció murieron en la adolescencia; fue una de las pocas personas que conocía con su condición que logró llegar a la universidad. Pero Beall dice que no siente que viva con el tiempo prestado. Afirma que solo Dios puede decidir cuándo alguien está en fase terminal y que no tiene miedo. En cambio, dice que se despierta agradecida cada día y quiere hacer todo lo posible, porque no sabe cuánto le durará la salud. Asegura que lo único que la EA no puede limitar para ella es su capacidad de aprendizaje; si fuera por ella, iría a la escuela para siempre.

## Estudios universitarios en el Reino Unido

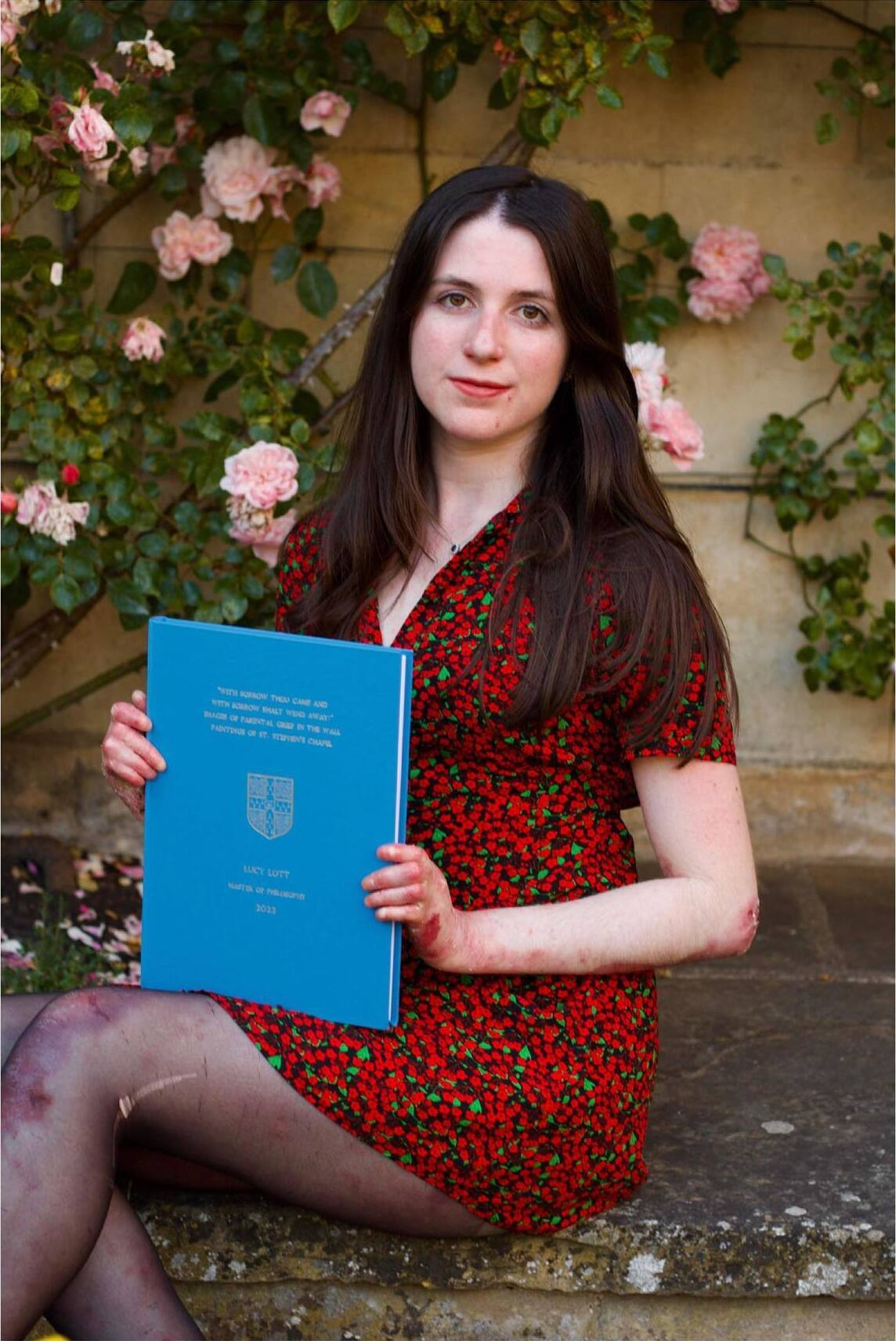
Beall con su disertación de Maestría en Filosofía Gonville & Caius, 2023.

Beall fue a Londres a estudiar el otoño en que cumplió 18 años. Estudió durante un año en el Sotheby's Institute of Art y en el Birkbeck College de la Universidad de Londres, antes de trasladarse a la Universidad de Saint Andrews en Escocia. No lo anticipó, pero no ha vivido en los Estados Unidos desde entonces. En St Andrews, hizo una licenciatura conjunta en historia del arte y estudios clásicos, especializándose en arte medieval temprano y arqueología británica romana. Compara la ciudad escocesa de Saint Andrews con Fredericksburg, la ciudad de Texas en la que creció, y su investigación mostró que sus antepasados se casaron en una capilla de Saint Andrews y fueron enterrados en el cementerio de Saint Andrews.
En 2019, su mano derecha perdió gradualmente movilidad, en un proceso llamado mittening en el que el tejido cicatricial jaló sus dedos y pulgar hacia su palma. Escribió una disertación de 10 000 palabras y otra de 6000 palabras con su dedo meñique fusionado con su dedo anular debido al agresivo tejido cicatricial. Se sometió a una cirugía para estirar sus dedos abiertos en el verano de 2019. Un médico olvidó darle analgésicos y podía sentir cada tendón y cada punto de su injerto de piel, pero cuando le quitaron el yeso, decidió no volver a dar por sentado el sentimiento del tacto. Ella le da crédito a DebRA UK por ayudarla a obtener y pagar la cirugía. En 2020, Beall no pudo recibir fisioterapia para su mano debido a la pandemia de COVID-19. Se la consideró particularmente vulnerable a la pandemia, por lo que no pudo viajar, ni siquiera salir de su casa; Tuvo que recibir sus vendajes y medicamentos por entrega.

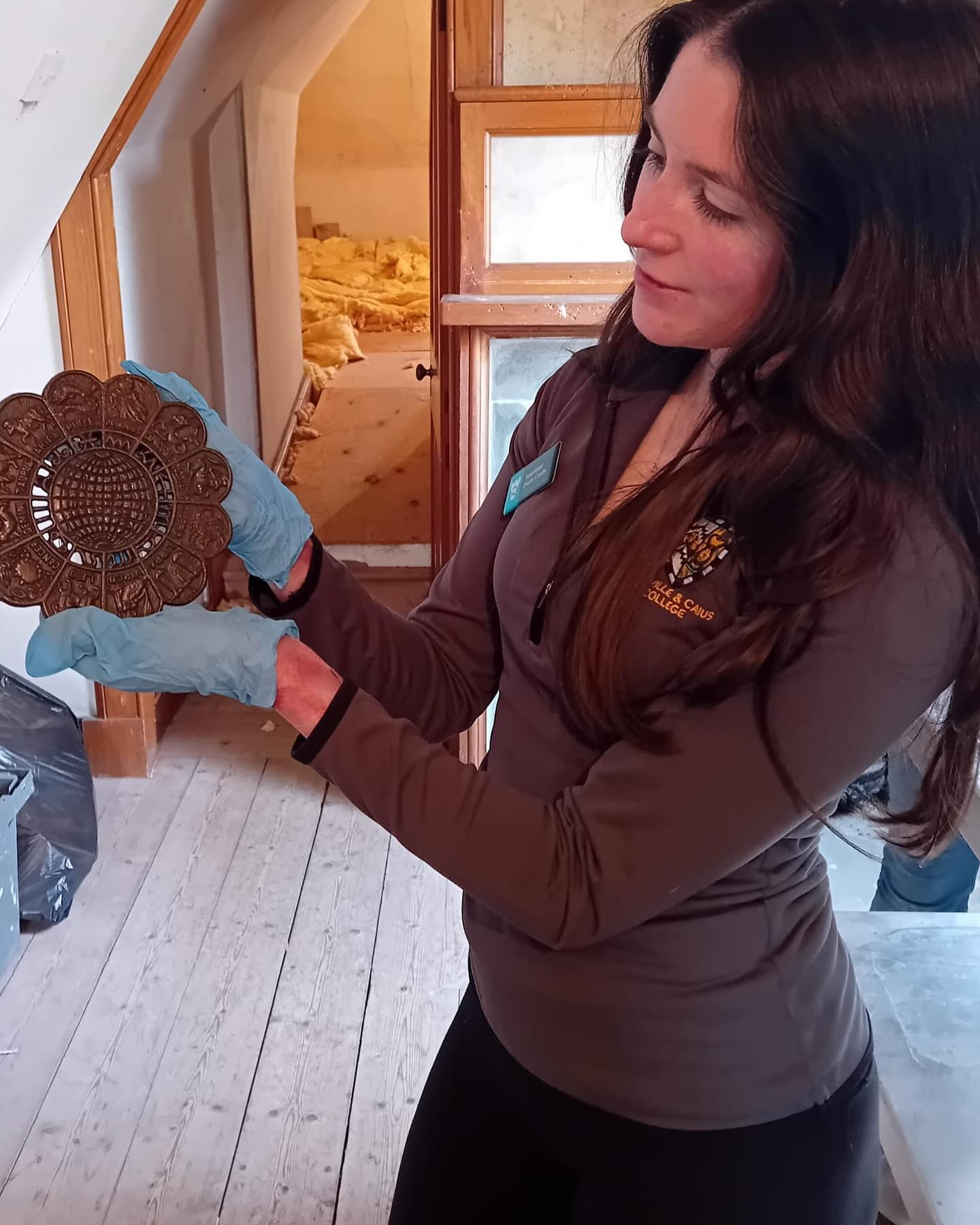
Beall sostiene un artefacto en el ático del castillo de Drum, Escocia, en 2024.

Beall se graduó de Saint Andrews con las mejores calificaciones de su clase en 2021. Obtuvo una Maestría en Artes del Instituto de Arte Courtauld de la Universidad de Londres en el verano de 2022. Asistió al Gonville and Caius College de Cambridge para obtener una Maestría en Filosofía en 2023, que valoró especialmente, ya que esta era la universidad por la que se conocía al físico discapacitado Stephen Hawking. Cree que es la primera persona con EADR en completar una licenciatura en Oxbridge. Su disertación de maestría fue sobre imágenes de duelo parental en las pinturas murales de la Capilla de San Esteban. Dio una conferencia sobre el tema en la Sociedad de Anticuarios de Londres en noviembre de 2023.
En diciembre de 2023, Beall ayudó a organizar una mascarada en el Museo Sir John Soane para la organización benéfica de preservación de arte Young Friends of Save Venice Inc. En 2025, Beall formó parte del comité directivo de Young Friends of Save Venice.
Tras graduarse en la Universidad de Cambridge, Beall regresó a la Universidad de St Andrews para obtener su doctorado en Historia del Arte. Su trabajo incluyó la catalogación de la colección del Castillo de Drum. Fue elegida miembro de la Royal Historical Society en mayo de 2024.
Cuando la gente le pregunta a Beall qué piensa hacer con sus títulos, a veces su respuesta es convertirse en profesora de historia del arte y otras veces que no creía que viviría tanto tiempo.

## Activismo
Después del incidente en la oficina del veterinario de Santa Fe, Beall comenzó a escribir para crear conciencia sobre su condición. Su primer artículo fue publicado en el Huffington Post antes de cumplir 18 años. En él, escribió que estaba orgullosa de sus cicatrices, porque cada una era un signo visible de su fuerza, un recordatorio de que sobrevivió en lugar de morir como fue diagnosticada. Dijo que quería que las personas que googlear an EA pudieran ver algo positivo, en lugar de solo lo peor. Sus escritos aparecieron en múltiples otras fuentes, comenzando con el New York Post de los Estados Unidos y el Daily Mail del Reino Unido. En junio de 2019, Beall dio una charla TEDx en la Universidad de St Andrews sobre su discapacidad visible.
Desde 2020, Beall ha sido embajadora de DebRA UK, una organización benéfica médica que se dedica a concienciar sobre la EA. Ese mismo año, Beall fue entrevistada por The Brothers Trust, la organización benéfica de la familia del actor Tom Holland. También en 2020, Beall se unió a Olivia Vedder y a la Asociación de Investigación de la Epidermólisis Ampollar para crear Beauty is Not Rare («La belleza no es rara»), una campaña en redes sociales que celebra los cuerpos atípicos.
Además de DebRA UK y EB Research Partnership, Beall participa en la fundación de su familia, el Beall Family Endowed Fund for EB, lanzado en 2014. En 2022, las charlas de Beall habían recaudado 100 000 dólares para la investigación de EA.
En marzo de 2023, Beall fue entrevistada por Nana Akua de GB News sobre RDEB y su carrera como modelo. En junio de 2023, apareció en la serie Skin: Below the Surface de British Skin Foundation e ITN, presentada por la presentadora de televisión británica Louise Minchin; su episodio también contó con ljeticipación del presidente de DebRA, Simon Weston. En diciembre de 2023, habló para DEBRA UK en el Parlamento Escocés.

## Modelaje

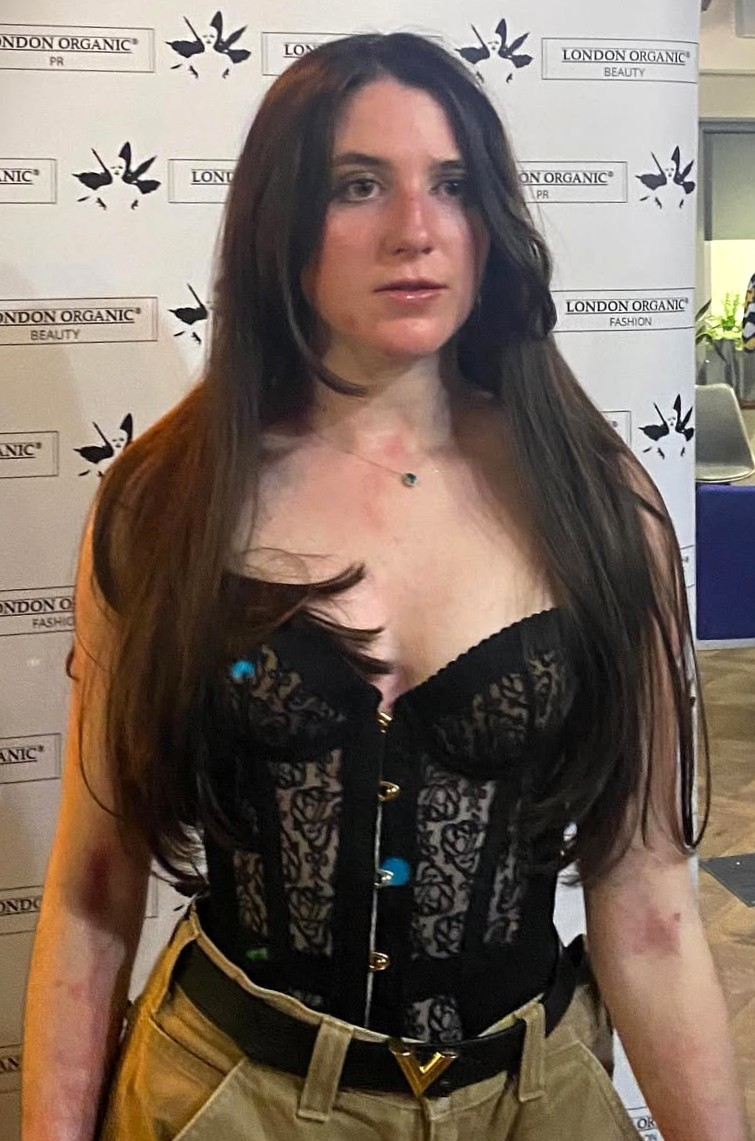
Beall luciendo Lautoka Vintage en la Semana de la Moda de Londres 2021.

En 2017, durante su primer año en la Universidad de Saint Andrews, Beall modeló lencería en un desfile de moda estudiantil sobre positividad corporal llamado «Label», y afirma que comenzó a ver su cuerpo como algo para celebrar. El 31 de agosto de 2019, Beall desfiló con un corsé en The Real Catwalk en Trafalgar Square, Londres, que fue cubierto por Glamour UK. Dijo que quería romper tabúes, que la gente mirara su cuerpo y dijera que no tenía nada de malo.
Beall se volvió más abierta sobre la publicación de fotos que mostraban sus cicatrices en su Instagram en 2019, lo que le consiguió 20 000 seguidores en un año y atrajo la atención de una agencia de modelos, revistas y marcas. En 2020, apareció en dos sesiones de fotos de lencería y entrevistas acompañantes en la icónica revista de moda Vogue Italia.  Dijo que deseaba poder volver atrás y decirle a su yo adolescente que estuviera agradecida por su apariencia que algún día le permitiría aparecer en Vogue.
Tras graduarse en Saint Andrews, la fundadora del desfile de moda «Label», llevándose consigo el desfile, en 2020, Beall cofundó el desfile universitario de moda «Bare Revolution», un desfile de moda con posturas corporales positivas, pero tuvo que adaptarse al confinamiento por la pandemia de COVID-19. En diciembre de 2020, Dylan Eggleston, amiga de Beall en Fredericksburg desde la Heritage School, ganó la beca del Fondo de Becas de Moda 2021 por su presentación, que imaginó ropa para personas con EA.
En septiembre de 2021, Beall desfiló para tres marcas de moda en la Semana de la Moda de Londres: Again & Again, Lautoka Vintage y Agent Provocateur. En febrero de 2022, volvió a desfilar por la Semana de la Moda de Londres para tres marcas diferentes: vestidos Noe, Seref y Swirling Wind de Tracy Toulouse. En mayo de 2022, modeló lencería de Savage X Fenty en una sesión de fotos para la revista Cosmopolitan UK.

## Vida personal
Beall conoció a su novio, Douglas Boler, en su primera semana en la Universidad de St Andrews en 2017. Obtuvo su licenciatura en geología en St Andrews en 2021, luego se mudó con ella a la Universidad de Cambridge, donde ambos completaron sus maestrías, y él jugó para el club de fútbol americano Cambridge University Pythons. Regresó con ella a Saint Andrews para su doctorado. Tienen un perro de asistencia médica llamado Saxon.